# Stephanie Kelton

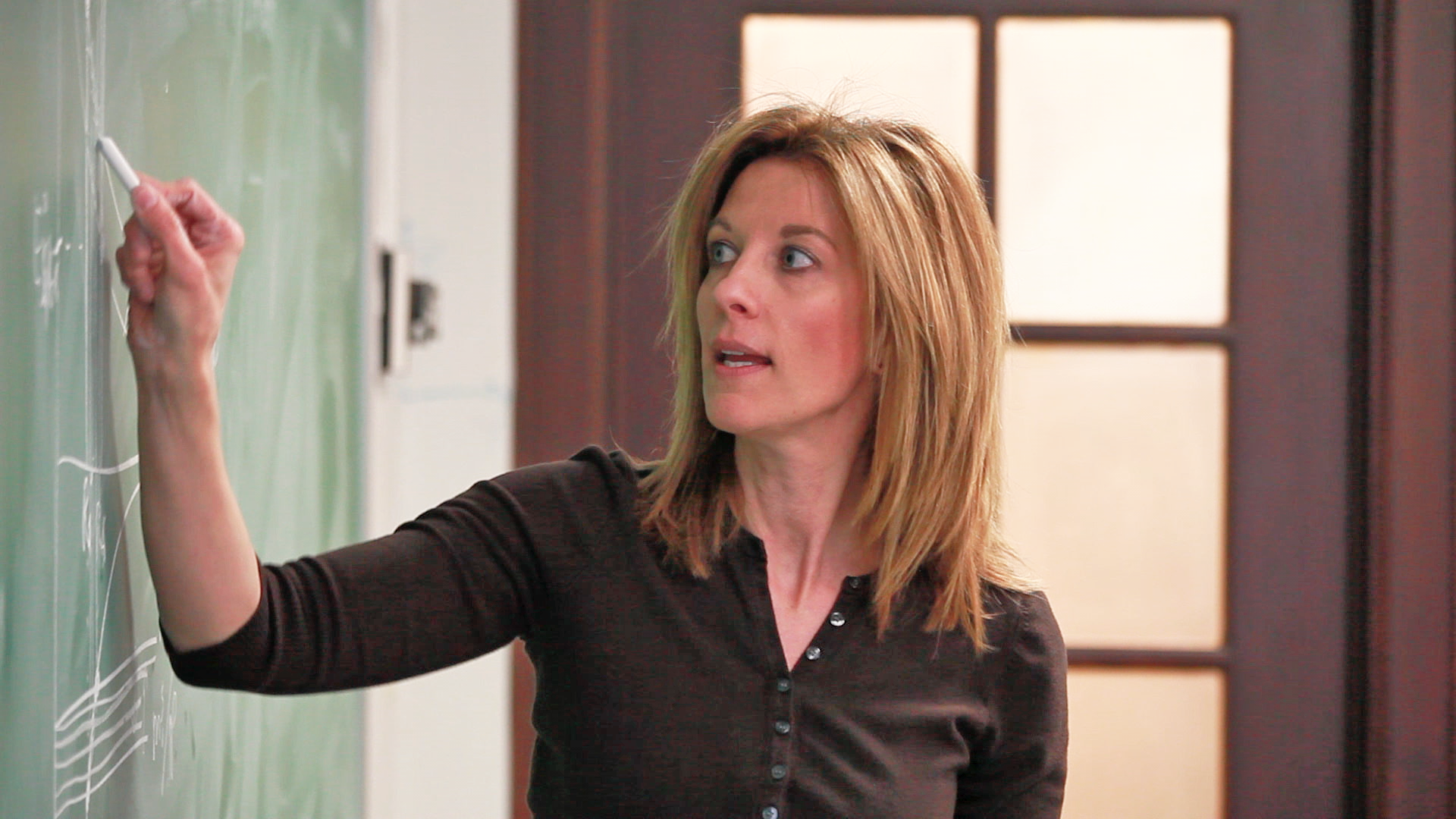
Kelton in 2016

Stephanie Kelton, geboortenaam Bell (11 oktober 1969), is een Amerikaans econoom. Ze was betrokken bij het uitwerken van de Modern Monetary Theory (MMT) en is een van de voornaamste stemmen in het uitdragen van deze stroming. In 2014 werd ze hoofdexpert voor de Democraten in de begrotingscommissie van de Senaat tot ze in 2016 adviseur werd in de campagne van presidentskandidaat Bernie Sanders. Sinds 2017 is ze professor aan Stony Brook University. Haar boek The Deficit Myth kwam uit in 2020.

## Opleiding
Kelton studeerde Business Finance en Economie aan California State University in Sacramento. Ze behaalde in 1997 haar mastergraad aan de Universiteit van Cambridge en was daarna een jaar verbonden aan het Levy Economics Institute van Bard College. Ze doctoreerde aan The New School met het proefschrift Public Policy and Government Finance: A Comparative Analysis Under Different Monetary Systems (2001)

## Academische loopbaan
Na haar doctoraat werd Kelton onderzoeker aan de University of Missouri–Kansas City en aan het Levy Economics Institute. Aan deze instellingen sponsorde hedge fund manager Warren Mosler een aantal posities om zijn onorthodoxe ideeën af te toetsen. Kelton werd hoofd van de economiefaculteit van de UMKC. Na een onderbreking van enkele jaren in de politiek werd ze in 2017 professor aan Stony Brook University, waar haar echtgenoot Paul Kelton geschiedenis doceert. Ze is er verbonden aan het nieuw opgerichte Center for the Study of Inequality and Social Justice.

## Onderzoek
Het onderzoek van Kelton heeft voornamelijk betrekking op Modern Monetary Theory en de Jobgarantie. In een artikel uit 1998 stelde ze dat soevereine overheden hun uitgaven financieren door directe geldschepping en niet door belastingen of leningen. Haar visie op monetaire theorie leidde Kelton in 2002-2003 tot enkele bijdragen waarin ze zich sceptisch toonde over de Europese EMU en de euro. Doordat lidstaten hun monetaire soevereiniteit opgaven aan het Europese niveau zonder een politieke unie tot stand te brengen, maakten ze zich voor hun financiering afhankelijk van belastingen en leningen. Kelton voorzag dat de financiële markten goedkoper zouden lenen aan landen met een begrotingsevenwicht, waardoor het voeren van een contracyclisch beleid nagenoeg onmogelijk zou worden. Op termijn zou dit leiden tot divergentie, destabilisering en schuldencrisissen in Europa.
Nog in verband met MMT toonde Kelton zich een groot voorstander van de Jobgarantie. Dit is een beleid waarbij de overheid aan iedereen die erom vraagt een aangepaste baan tegen het minimumloon aanbiedt. Zo wordt werk een afdwingbaar recht en zou een einde komen aan onvrijwillige werkloosheid. Dit programmapunt werd opgepikt door Bernie Sanders en maakte opgang binnen de Democratische Partij.
In haar boek The Deficit Myth zette ze voor een breder publiek de ideeën van MMT uiteen en legde ze uit waarom structurele begrotingstekorten houdbaar zijn op lange termijn en de welvaart niet bedreigen.

## In de media
Kelton verschijnt regelmatig in Amerikaanse media. Ze is frequent te gast bij televisiezender MSNBC en bij het radiostation NPR. Haar opiniebijdragen verschijnen in nationale kranten als de Los Angeles Times en The New York Times.
Zelf is ze hoofdredacteur van de economische blog New Economic Perspectives, opgestart in 2009 als reactie op de Kredietcrisis.

## Publicaties (selectie)
- Can Taxes and Bonds Finance Government Spending?, Levy Economics Institute, 1998
- The Role of the State and the Hierarchy of Money, in: Cambridge Journal of Economics, 2001, p. 149-163
- "Common Currency Lessons from Europe: Have Member States Forsaken their Economic Steering Wheels?", in: Louis-Phillipe Rochon en Mario Seccareccia (eds.), Dollarization. Lessons from Europe for the Americas, 2003, ISBN 9781138810853
- "Neglected Costs of Monetary Union: The Loss of Sovereignty in the Sphere of Public Policy", in: Stephanie A. Bell en Edward J. Nell (eds.), The State, the Market, and the Euro. Metallism versus Chartalism in the Theory of Money, 2003, ISBN 9781843761563
- Limitations of the Government Budget Constraint: Users vs. Issuers of the Currency , in: Panoeconomicus, 2011, nr. 1, p. 57-66
- The Deficit Myth, 2020, ISBN 9781541736184[1]

## Voetnoten
1. 1 2 3  in het Nederlands verschenen als Stephanie Kelton, De mythe van de staatsschuld, Ambo-Anthos, 2021. ISBN 9789026355264
2. ↑  Stephanie Kelton Has The Biggest Idea In Washington, Huffpost, 21 mei 2018
3. ↑  https://www.volkskrant.nl/cultuur-media/waarom-de-hoogste-staatsschuld-aller-tijden-geen-enkel-probleem-is~b9c72ab5/
4. ↑  Stephanie Kelton Says We’re Asking the Wrong Questions About Money, Stony Brook News, 21 september 2018

- Bibsys: 6081463
- Gemeinsame Normdatei: 171773969
- International Standard Name Identifier: 0000 0000 3806 4203
- Library of Congress Control Number: n2002111315
- Nationale Bibliotheek van Tsjechië: vse20201083611
- Nationale Bibliotheek van Israël: 987011096301105171
- Système universitaire de documentation: 101445342
- Virtual International Authority File: 31363473
- WorldCat: E39PBJvd3fHRFcp9c9mBrMrH4q